# Тиница
Тини́ца (укр. Тини́ця) — село, расположенное на территории Бахмачского района Черниговской области (Украина).

## География
Село находится на реке Малый Ромен.

## Население
В Тинице насчитывается 1015 дворов, из которых 825 жилых. Население — 2088 человек (по данным на 01.01.2006).

### Известные люди
Здесь родились:
- Вербицкий, Фёдор Васильевич (1881—1971) — русский врач и учёный.
- Вовкушевский, Григорий Дмитриевич (род. 1926) — правовед, составитель Российско-украинского словаря правового языка.

## Социальная сфера
В селе расположены ООШ I—III уровней (146 учеников), отделение связи, отделение Ощадбанка, амбулатория, дом культуры на 350 мест, 2 библиотеки. Дороги с асфальтным полотном. В сентябре 2006 года было ликвидировано ПТУ № 4. Работает СТОВ «Світанок», что защищает и представляет интересы с/х пайщиков. На территории сельского совета 9 торговых точек, столовая Тиницкое, кафе (реконструированное). В центре села иногда работает торговая площадка. Население представлено преимущественно старшим поколением. Население, как правило, мигрирует в районные, а то и в областные центры в поисках перспектив.

## Достопримечательности

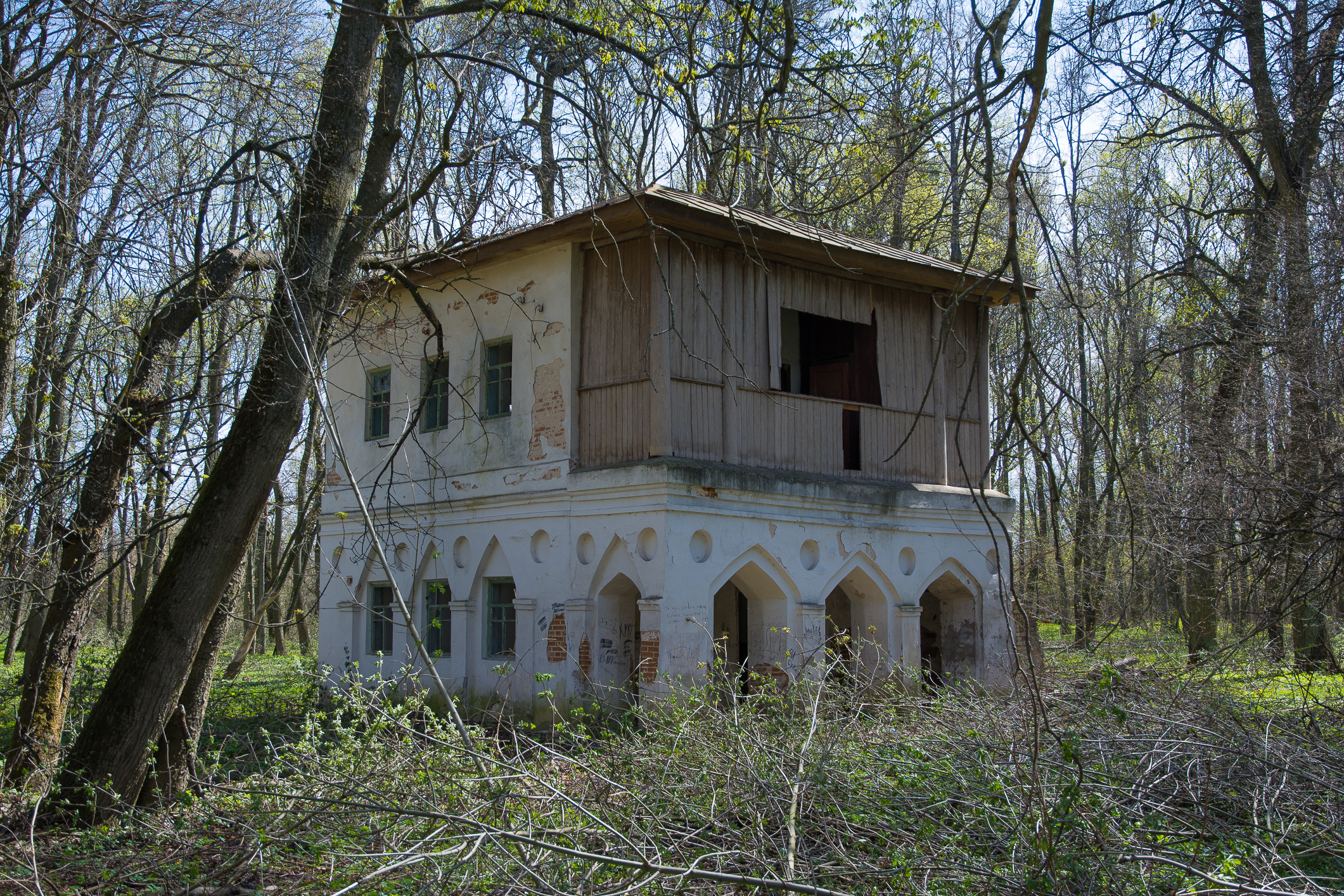
Сокровищница Кочубеев.

Усадьба рода Кочубеев 18 в. (в запущенном состоянии) состоит из дома (18 в.) и сокровищница (19 в.). Памятник имеет статус национального значения. Также в селе расположен памятник — садово-паркового искусства — Тиницкий парк площадью 70 га. Кроме этого в Тиницах расположена церковь Покровы Пресвятой Богородицы (священники Полевик, Соловьев, Левитский и другие). За селом есть скифский курган.